# Georg Schlosser
Georg Schlosser (* 25. April 1846 in Darmstadt; † 9. Juni 1926 in Frankfurt) war ein deutscher evangelischer Theologe. Er wirkte hauptsächlich in der Diakonie, im Aufbau der Armen- und Krankenpflege und als Vorreiter der evangelischen Gefängnisseelsorge.

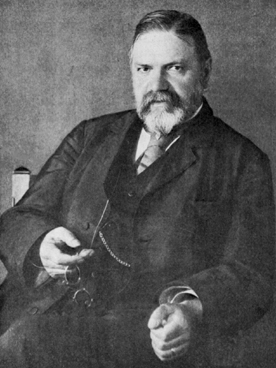
Geheimer Kirchenrat D. theol. Georg Schlosser (um 1890)

## Leben
Georg Schlosser entstammt einer von aufklärerischer Frömmigkeit geprägten Familie aus Darmstadt. Hier verbrachte er auch Kindheit und Schulzeit. Die Entscheidung zum Theologiestudium fällte Schlosser hauptsächlich aufgrund seines frühen sozial-diakonischen Interesses; er studierte ab 1863 an der hessischen Landesuniversität in Gießen und trat der ältesten christlichen Studentenverbindung, dem Gießener Wingolf, bei. Schlosser schreibt über die Verbindung: „Sie überragt an Bedeutung wirklich weit alles, was mir Gießen sonst für mein Leben gegeben hat.“
Nach einer Studienzeit von 1864 bis 1866 an der mehr erfahrungstheologisch ausgerichteten Theologischen Fakultät der Universität Erlangen legte er 1866 in Gießen sein Erstes Examen ab, studierte kurz in Berlin und bereitete sich danach am obligatorischen Predigerseminar in Friedberg auf das Zweite Examen 1870 in Gießen vor.
Schlosser wurde am 4. April 1870 in der Darmstädter Stadtkirche ordiniert. Er war Felddiakon im Deutsch-Französischen Krieg 1870, danach Pfarrer und Lehrer in Gernsheim und ab 1873 in Gießen tätig. Dort war er zunächst Mitprediger an der Stadtkirchengemeinde (später Matthäusgemeinde genannt). 1876 wurde er zu deren Zweitem Pfarrer ernannt und rückte schließlich zum Ersten Pfarrer auf.
Schlosser wandte sich von Anfang an den diakonischen Aufgaben zu, die sich besonders durch die Industrialisierung und Verarmung der Arbeiterschaft im Kaiserreich verschärften; er hielt schon früh Kontakte zu Friedrich Naumann und Johann Hinrich Wichern.
Schlosser gründete in Gießen den „Oberhessischen Verein für Innere Mission“, „den Evangelischen Arbeiterverein“, die „Herberge zur Heimat“ und den „Allgemeinen Verein für Armen- und Krankenpflege“. Besonders letzterer erfüllte zahlreiche diakonische Aufgaben in Gießen, so auch eine Kinderkrippe und ein Diakonissen-Schwesternhaus. Er widmete sich darüber hinaus als einer der ersten der Gefängnisseelsorge und hielt über deren Notwendigkeit zahlreiche Vorträge in Deutschland.
Die theologische Fakultät der Gießener Universität verlieh ihm in Anerkennung seiner tätigen Diakonie den Doktortitel und die Stadt Gießen ernannte ihn zum Ehrenbürger.
Theologisch fühlte er sich von seinem Elternhaus her eher der sog. „liberalen Gießener Schule“ angehörig, sah aber durch sein Studium in Erlangen auch den Wahrheitsgehalt in der dortigen lutherischen Erfahrungstheologie und später beim jungen Karl Barth. Schlosser ist ein Beispiel dafür, wie in der Entstehung der Inneren Mission Elemente der liberalen Theologie und der Erweckungsbewegung zusammenwirkten.
Nach dem Ersten Weltkrieg griff Schlosser – ganz Sozialreformer – noch vehement in die besonders im Wingolf und der Theologenschaft geführte Diskussion des konservativen Bürgertums über die revolutionären Kräfte 1919/1920 ein. Schlosser warf dem alten preußischen System mangelnde Gerechtigkeit und Nächstenliebe vor, er äußerte Verständnis für die aufbegehrende Arbeiterschaft, diese sahen sich in der Monarchie „weithin von den höheren Lebensgütern ausgeschlossen und schauten nur mit sehnsüchtigen Augen über die Mauern, die sie davon trennten, nach den üppigen Tischen, an denen die oberen Zehntausend schwelgten (…) Ist es nicht auch verständlich, wenn sie, nachdem sie im alten Staat nicht zu ihrem Recht kommen konnten, nun von der Revolution die Erfüllung ihrer Hoffnung erwarteten?“
1875 heiratete Georg Schlosser in Kiel Marie Rendtorff, mit der er sieben Kinder hatte. Zwei seiner Söhne waren Rudolf Schlosser und Hermann Schlosser.
Schlosser verbrachte seinen Lebensabend ab 1915 bei seinen Söhnen in Frankfurt am Main, wo er am 9. Juni 1926 starb. Seine letzte Ruhe fand Schlosser in einem Ehrengrab auf dem Alten Friedhof in Gießen. Nach dem Zweiten Weltkrieg benannte die Stadt Gießen die Kirchstraße nach ihrem Ehrenbürger in „Georg-Schlosser-Straße“ um.

## Schriften
- Die Fürsorge der Kirche für die konfirmirte Jugend. Grunow, Leipzig 1892.
- Lebenserinnerungen von D. Georg Schlosser. Herausgegeben von Ludwig Petry. In: Jahrbuch der Hessischen Kirchengeschichtlichen Vereinigung, Jg. 26 (1975), S. 1–185.